# Uffington, Oxfordshire
Uffington är en ort och civil parish i Storbritannien.   Den ligger i grevskapet Oxfordshire och riksdelen England, i den södra delen av landet, 100 km väster om huvudstaden London. Uffington ligger 90 meter över havet och antalet invånare är 715.
Terrängen runt Uffington är platt.Runt Uffington är det ganska tätbefolkat, med 207 invånare per kvadratkilometer. Närmaste större samhälle är Swindon, 16,0 km väster om Uffington. Trakten runt Uffington består till största delen av jordbruksmark.